# 川合辰雄
川合 辰雄（かわい たつお、1916年12月7日 - 2019年3月3日）は、日本の経営者。

## 経歴
山形県南陽市出身。1940年に早稲田大学理工学部電気工学科を卒業し、同年に九州水力電気に入社。
1942年4月に九州配電(のちの九州電力)に転じ、1971年5月に取締役に就任し、常務、副社長を経て、1983年6月に社長に就任した。1987年6月に会長に就任し、1997年7月から相談役を務めた。
1981年4月に藍綬褒章を受章し、1991年11月に勲一等瑞宝章を受章。
2019年3月3日誤嚥性肺炎のために死去。102歳没。